# Антоній Сулковський
Анто́ній Сулко́вський (пол. Antoni Sułkowski; 11 червня 1735, Дрезден — 16 квітня 1796, Ридзина) — державний і військовий діяч Речі Посполитої. Представник шляхетського роду Сулковських гербу Сулима, князь. Син князя Олександра-Юзефа Сулковського і Марії-Франциски Єттінген. Останній великий канцлер коронний (1793—1795), сенатор. Гнезнеський (1775—1786) і каліський воєвода (1786—1795). Ординат Ридзинський (1786—1796). Полковник (з 1757), згодом — генерал-лейтенант коронного війська (з 1762), шеф драгунського полку імені Потоцьких і полку Ридзинської ординації (1774). Підкоморій (камергер) австрійського двору (з 1765). Староста сокольницький. Помер в Ридзині, Польща.